# Hieronyma duquei
Hieronyma duquei là một loài thực vật có hoa trong họ Diệp hạ châu. Loài này được Cuatrec. mô tả khoa học đầu tiên năm 1946.